# Елма (албум)
Елма је први студијски албум Елме Синановић издат 1994. године на грамофонској плочи и аудио-касети за издавачку кућу Јужни ветар. Године 1998. албум је реиздат на на . Текстове песама су написали: Предраг Вуковић Вукас, Мишко Ђорђевић, Дуња Блажић, Срећко Максимовић и Невенка Фиала.

## Списак песама
| №  | Назив                 | Трајање |  |
| 1. | Два прстена           | 3:18    |  |
| 2. | Нећу више да те чекам | 2:55    |  |
| 3. | Приђи ми              | 2:42    |  |
| 4. | Зашто си ме погледао  | 3:35    |  |
| 5. | Елма                  | 3:18    |  |
| 6. | Ружо, ружо            | 3:16    |  |
| 7. | Шта да радим          | 2:30    |  |
| 8. | Срећан био            | 3:05    |  |